# Édit de Thessalonique

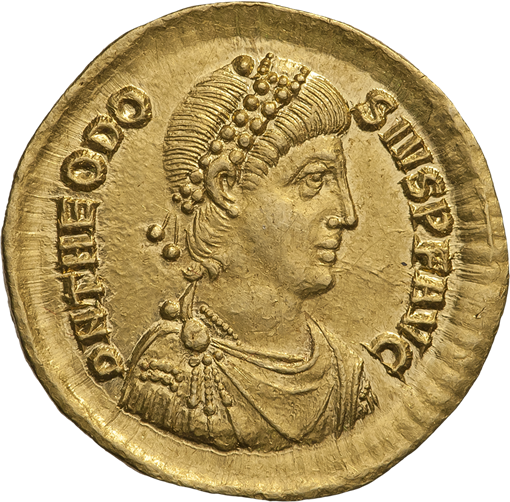
Solidus figurant Théodose Ier (347-395).

L’édit de Thessalonique, ou édit de Théodose, aussi connu sous le nom de Cunctos populos, est un édit impérial promulgué le 28 février 380 par l’empereur romain Théodose Ier qui se range du côté du christianisme nicéen, qu'il déclare « catholique ».
Cet édit, adressé aux habitants de Constantinople que Théodose souhaite pacifier afin d'en faire sa résidence impériale, constitue la première loi séculière connue qui comporte en son préambule une définition positive de ce qu’un prince romain chrétien considère comme l'orthodoxie religieuse, ouvrant la voie répressive envers les dissidents qualifiés d'« hérétiques ».
Vite oublié de ses contemporains, l'édit de Thessalonique est intégré par la suite dans le livre XVI du Code théodosien. L'historiographie a longtemps voulu y lire l’établissement de l’orthodoxie nicéenne en religion d'État ; mais cette vision a été largement abandonnée depuis la fin du XXe siècle concernant un phénomène complexe qui s'étale sur plusieurs décennies. L'édit de Thessalonique n'en demeure pas moins un important jalon vers la christianisation officielle de l'Empire romain.

## Contexte
Alors que le christianisme reçoit l'appui de l'empereur Constantin au début du IVe siècle, les débats christologiques n'en agitent pas moins cette religion et causent des troubles incessants à travers l’Empire, surtout dans sa partie orientale qui voit s'affronter plus ou moins âprement les tenants du christianisme nicéen et du christianisme arien, particulièrement homéen. Vers 360, avec le soutien de Constance II, ce dernier est en passe de s'imposer dans tout l'Empire mais le décès inopiné de l'empereur relance les rivalités. Pendant la vingtaine d’années qui suit le règne de Julien (361-363), prince païen se voulant tolérant, les empereurs successifs, aux convictions chrétiennes parfois divergentes à l'instar de Valentinien Ier et de son frère Valens, ne s’attachent pas particulièrement à imposer une politique religieuse au-delà de tenter d’apaiser les querelles.
En 379, Théodose, général d’origine hispanique, est appelé pour partager l’imperium par le jeune empereur Gratien qui, âgé de vingt ans, occupe avec son demi-frère Valentinien II — un enfant sous la tutelle de sa mère Justine — le pouvoir dans la partie occidentale d'un Empire secoué en Orient par le désastre militaire d’Andrinople et la mort du co-empereur Valens face aux armées gothes. S'il semble que Théodose engrange un certain nombre de succès tactiques contre les Goths qui dévastent alors la Grèce et les provinces danubiennes, il n'enregistre contre eux aucune victoire majeure et s'attache plutôt à renforcer les villes que ces ennemis n'ont pas pu prendre. Vers le mois de juin 379, Théodose s'installe à Thessalonique, une ville portuaire importante située sur la Via Egnatia, une charnière entre Occident et Orient préservée des troubles de l'intérieur du pays, dont il fait son camp de base et d'où il s'efforce de recomposer les forces militaires de l’empire.

## Le texte
C'est de Thessalonique qu'en date du 28 février 380, Théodose — qui n’est alors que catéchumène et point encore baptisé — communique au préfet de Constantinople un édit qu'il adresse à ses sujets locaux : 
« GR(ATI)IANUS, VAL(ENTINI)ANUS ET THE(O)D(OSIUS) AAA. EDICTUM AD POPULUM VRB(IS) CONSTANTINOP(OLITANAE).
Cunctos populos, quos clementiae nostrae regit temperamentum, in tali volumus religione versari, quam divinum Petrum apostolum tradidisse Romanis religio usque ad nunc ab ipso insinuata declarat quamque pontificem Damasum sequi claret et Petrum Aleksandriae episcopum virum apostolicae sanctitatis, hoc est, ut secundum apostolicam disciplinam evangelicamque doctrinam patris et filii et spiritus sancti unam deitatem sub pari maiestate et sub pia trinitate credamus.
 Hanc legem sequentes Christianorum catholicorum nomen iubemus amplecti, reliquos vero dementes vesanosque iudicantes haeretici dogmatis infamiam sustinere ‘nec conciliabula eorum ecclesiarum nomen accipere’, divina primum vindicta, post etiam motus nostri, quem ex caelesti arbitro sumpserimus, ultione plectendos.
DAT. III Kal. Mar. THESSAL(ONICAE) GR(ATI)ANO A. V ET THEOD(OSIO) A. I CONSS. »
— Code théodosien 16.1.2
        
« Les empereurs Gratien, Valentinien II et Théodose Augustes. Édit au peuple de la ville de Constantinople.
 Nous voulons que tous les peuples gouvernés par la juste mesure de Notre Clémence vivent dans la religion que le divin apôtre Pierre — comme le proclame cette même religion, introduite par lui et continuée jusqu'à nos jours — a transmise aux Romains et que suivent, de toute évidence, le pontife Damase et Pierre, l'évêque d'Alexandrie, homme d'une sainteté apostolique. Ainsi, selon la discipline apostolique et la doctrine évangélique, nous devons croire que le Père, le Fils et l'Esprit Saint sont une seule Divinité, invoquée comme égale Majesté et Trinité bienveillante.
Nous ordonnons que ceux qui suivent cette loi prennent le nom de chrétiens catholiques. Quant aux autres, nous considérons qu'ils encourent, par leur folie et leur égarement, l'infamie attachée aux doctrines hérétiques, que leurs petits groupes ne méritent pas le nom d'Églises et qu'ils seront frappés, d'abord par la vengeance divine, ensuite par un châtiment dont, en accord avec la décision céleste, nous prendrons l’initiative.
Donné le troisième jour avant les calendes de mars, à Thessalonique, sous le cinquième consulat de Gratien Auguste et le premier de Théodose Auguste. »

## L’édit

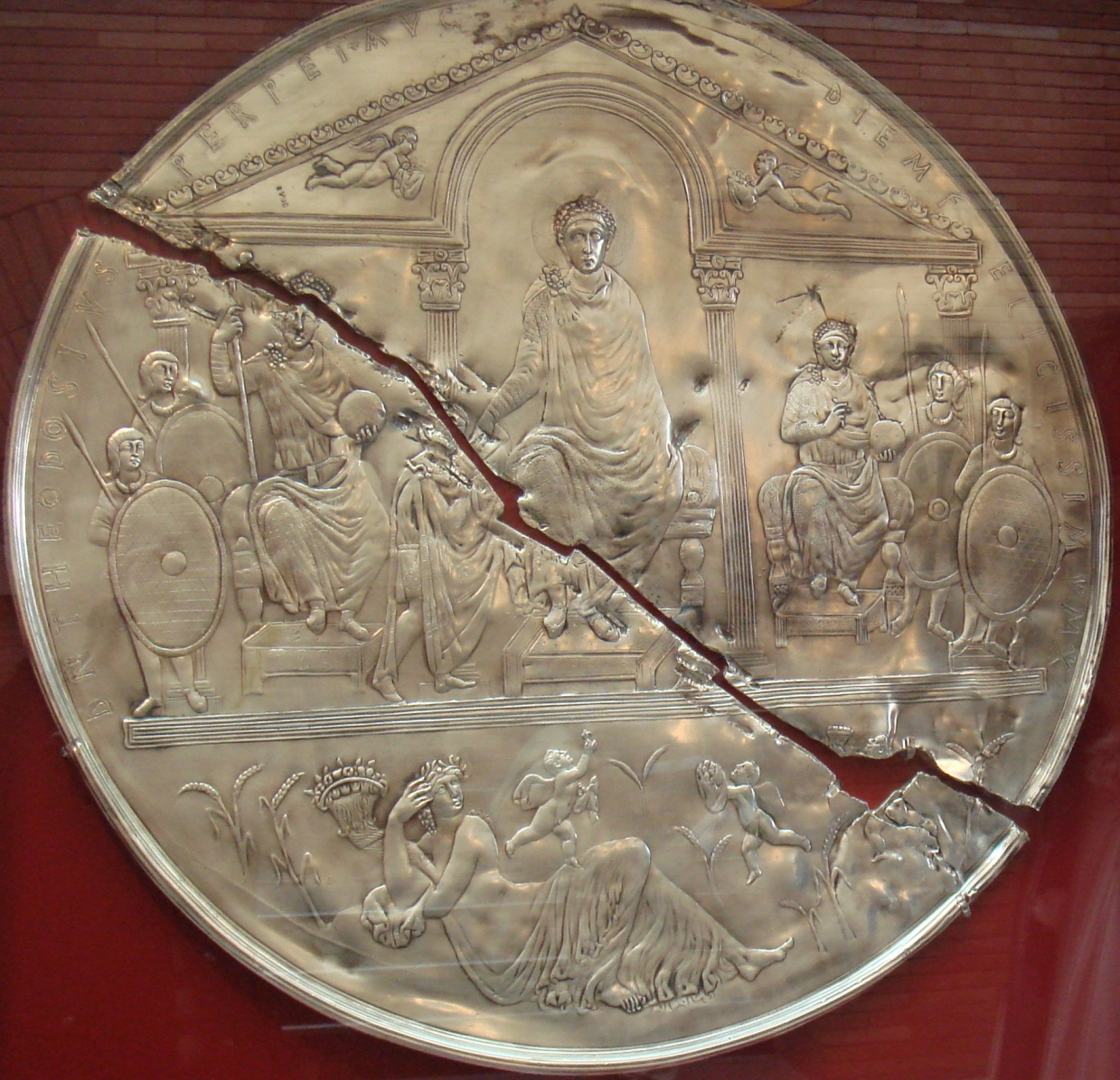
Missorium de Théodose, v. 388, Musée national d'art romain de Mérida.

### Enjeux politico-religieux
Sur le plan religieux, Théodose est un produit de l'aristocratie chrétienne hispanique qui professe un nicéisme « radical ». La netteté des convictions nicéennes de Théodose — qui n’a pas encore reçu le baptême au moment de la promulgation de l'édit et dont le philochristianisme a pu être motivé davantage par des considérations politiques que par son milieu d'origine — est cependant parfois mise en question.
Théodose succède à des princes plutôt ariens et semble peu enclin à s'intéresser à la diversité de la vie spirituelle de l'Orient et sa longue tradition de liberté d'expression qui y anime depuis longtemps la vie intellectuelle. Bien que, suivant Zosime — longtemps relayé par l'historiographie dans une affirmation aujourd'hui remise en question —, il serait avec Gratien l'un des premiers empereurs à avoir refusé le titre et le manteau de Pontifex maximus, Théodose n'entend pas par cet édit lutter contre les fidèles de la religion traditionnelle romaine mais bien contre certains courants chrétiens : il s'est avisé que pour rétablir l’ordre parmi les communautés chrétiennes, il faut fixer des normes de foi claires et simples, que les responsables politiques puissent faire appliquer et qui permettent d'éviter que les querelles trinitaires n'enflamment tout l'Orient.
La formulation de l’édit, qui a fait l'objet d'une rédaction soignée, laisse transparaître la volonté de fonder cette unité de l’Église sur une norme doctrinale, celle de l’identité « catholique » (« universelle ») définie par l’orthodoxie du symbole de Nicée, traduisant sans doute la volonté du pouvoir de s’approprier celle-ci dans un dessein politico-religieux . Dans ce qui apparaît à certains comme un véritable programme de « restauration nicéenne » — dont la conscience ou la volonté qu'en a Théodose, qui n'est pas théologien, est toutefois sujette à caution—, seuls les chrétiens catholiques sont reconnus comme « Église », ce dont les christianismes dissidents, rangés au rang d’« hérésies », sont empêchés. Cette définition de l’orthodoxie fournit un critère pratique en citant les professions de foi des sièges épiscopaux de Rome et d'Alexandrie qui présentent pour Théodose des éléments satisfaisants pour établir l'unité recherchée et constitue, ce faisant, une base religieuse qui permet au pouvoir politique de criminaliser toute dissidence.
Le choix de l’option nicéenne repose sur des considérations politiques mais aussi historiques dans la mesure où la foi de Nicée est réputée transmise aux Romains par l’apôtre Pierre lui-même et pratiquée par les patriarcats apostoliques cités, dirigés par les évêques Damase et Pierre, symbolisant l’unité de l’Orient et Occident dans une même foi. Il est d'ailleurs possible que le code de l’orthodoxie défendu dans l’Édit soit inspiré de celui du Tome de Damase, une profession de foi occidentale nicéenne élaborée à Rome trois ans plus tôt, dans la mesure où Thessalonique est, malgré sa situation, une ville sous influence de la juridiction romaine. C’est encore cette forte influence occidentale qui peut expliquer que les patriarches d’Antioche, Paulin II d'Antioche et Mélèce Ier d'Antioche, pourtant ardents nicéens, ne soient pas cités en exemple aux côtés de leurs collègues.
La raison d'être de cet édit est peut-être également, voire davantage, motivée par des raisons strictement politiques. En s’affichant clairement du côté nicéen, il s’agit peut-être pour le nouvel empereur de prendre ses distances à la fois avec Valens, dont la défaite à Andrinople est considérée par certains comme le châtiment divin de son soutien à l’homéisme et sa persécution des nicéens, et avec les Goths qui, lorsqu’ils sont chrétiens, professent également l’homéisme : créer une ligne de faille religieuse entre les Goths homéens et les Romains nicéens peut permettre à Théodose de fédérer des troupes contre « les barbares ». Le choix de l'un ou l'autre camp s'apparente ainsi plus souvent à un signe politique de ralliement qu'à une conviction religieuse. En outre, poser des gestes forts qui permettent de rassembler autour de lui le parti nicéen, dont il favorise la hiérarchie ecclésiale afin de consolider son régime, évite à Théodose de courir le risque que Gratien soit perçu comme un meilleur champion de la cause. Enfin, le choix du christianisme nicéen, qui affirme fermement l'élévation du Christ à une pleine divinité, correspond mieux à la zeitgeist autoritaire d'élites militarisées dont est issu Théodose qu'à un Jésus humain exécuté en tant que rebelle à l'Empire.
Quoi qu’il en soit, Théodose engage de la sorte une politique religieuse qui tente l’unification doctrinale des chrétiens sous la contrainte en énonçant avec précision « ce qu’il faut croire ». Ainsi, ce texte législatif — qui sera bientôt suivi par d’autres plus répressifs — est le premier à vouloir définir un point de foi chrétienne lui conférant une valeur programmatique, même si ce n'est encore qu'un texte de circonstance.

### Enjeux locaux

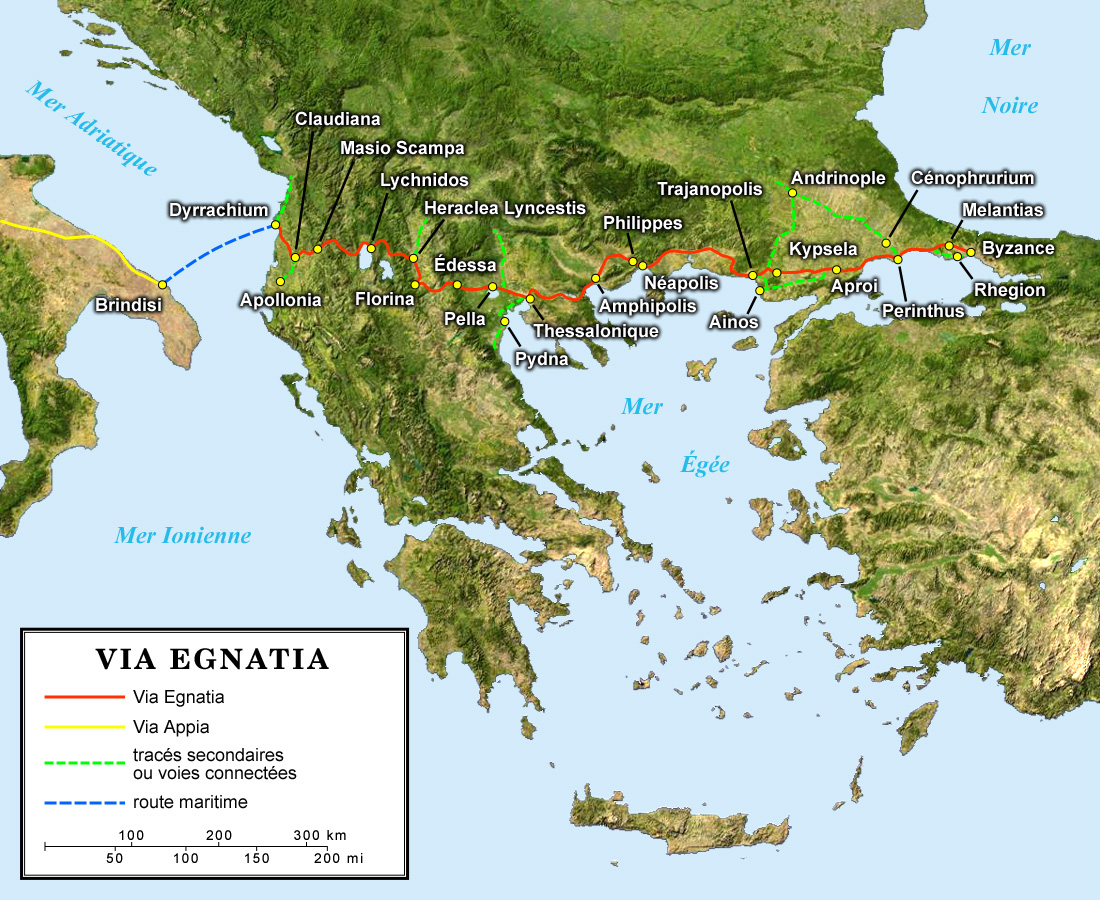
Carte de l'antique Via Egnatia romaine traversant le sud des Balkans.

L’édit promulgué par Théodose au nom des trois co-empereurs afin de manifester leur unanimité de principe, est destiné à la seule ville de Constantinople et ne s’adresse qu’aux sujets chrétiens, sans s’occuper de ceux qui pratiquent un autre culte. L'expression cunctos populos (« à tous les peuples ») est, à l'instar de l'ensemble du préambule, une figure rhétorique qu'il ne faut pas prendre au pied de la lettre et l'adresse au préfet de Constantinople confirme que le but est bien d'agir sur la seule capitale et non sur un territoire plus vaste ou même l'Orient, auquel cas il aurait été adressé au préfet du Prétoire pour l'Orient.
Si elle ne contient aucune référence explicite à la formule de Nicée, la brève formule de foi présentée dans l'édit affirme néanmoins clairement l'égale divinité des trois personnes divines, exposant sans détour la position doctrinale nicéenne de Théodose à une ville profondément divisée sur la question.
À Constantinople, les débats théologiques sont en effet constants, largement partagés même au sein des classes peu éduquées, et il n'est pas rare que les diverses communautés chrétiennes s'affrontent physiquement, occasionnant des troubles récurrents : l'évêque Démophile, en place depuis près de dix ans, est un homéen qui jouit d'une importante popularité auprès des chrétiens locaux. Mais Constantinople compte également une communauté « macédonienne » — des nicéens opposés à la divinité de l'Esprit — des Anoméens — des ariens qui refusent toute réalité ontologique au Père et au Fils — ou encore des Apollinaristes qui refusent la présence d'une âme humaine dans le Christ, auxquels s'ajoutent des Novatiens ayant développé leur propre Église depuis plusieurs décennies, pour des différends pénitentiels. Si une partie de la petite communauté nicéenne de la ville se rassemble dans une maison privée autour de Grégoire de Nazianze dont les prédications rencontrent un succès grandissant, elle est elle-même divisée, minée par des querelles de personnes.

### Application
Si Théodose prescrit de faire lire l'édit au peuple de la capitale, celui-ci ne semble pas avoir reçu d’application immédiate ni concrète à Constantinople au point qu’on a pu se demander s'il y avait jamais été publié dans la mesure où il n’existe pas à l'époque d’organe officiel permettant de communiquer à la population. L'édit ne décrit d’ailleurs que de vagues sanctions contre les contrevenants, de nature symbolique, évoquant la « colère divine » et l'« infamie », sans que ces menaces soient accompagnées de disposition précise, pas même celle de chasser les hérétiques de leurs lieux de culte. Quoi qu'il en soit, l'édit apparaît n'avoir eu aucun effet immédiat.
Après quelques campagnes contre les troupes barbares, Théodose rentre en septembre 380 à Thessalonique où il tombe gravement malade au point que l'on craint pour sa vie. Guéri, il reçoit le baptême de l'évêque nicéen local Acholius vraisemblablement vers le mois d'octobre puis il se rend à Constantinople pour faire son entrée solennelle le 24 novembre. La mise en application de l'édit s'opère seulement lorsque Théodose rejoint la ville prestigieuse dont cet occidental a besoin de faire sa capitale afin de consolider son emprise encore fragile sur les territoires de Valens.

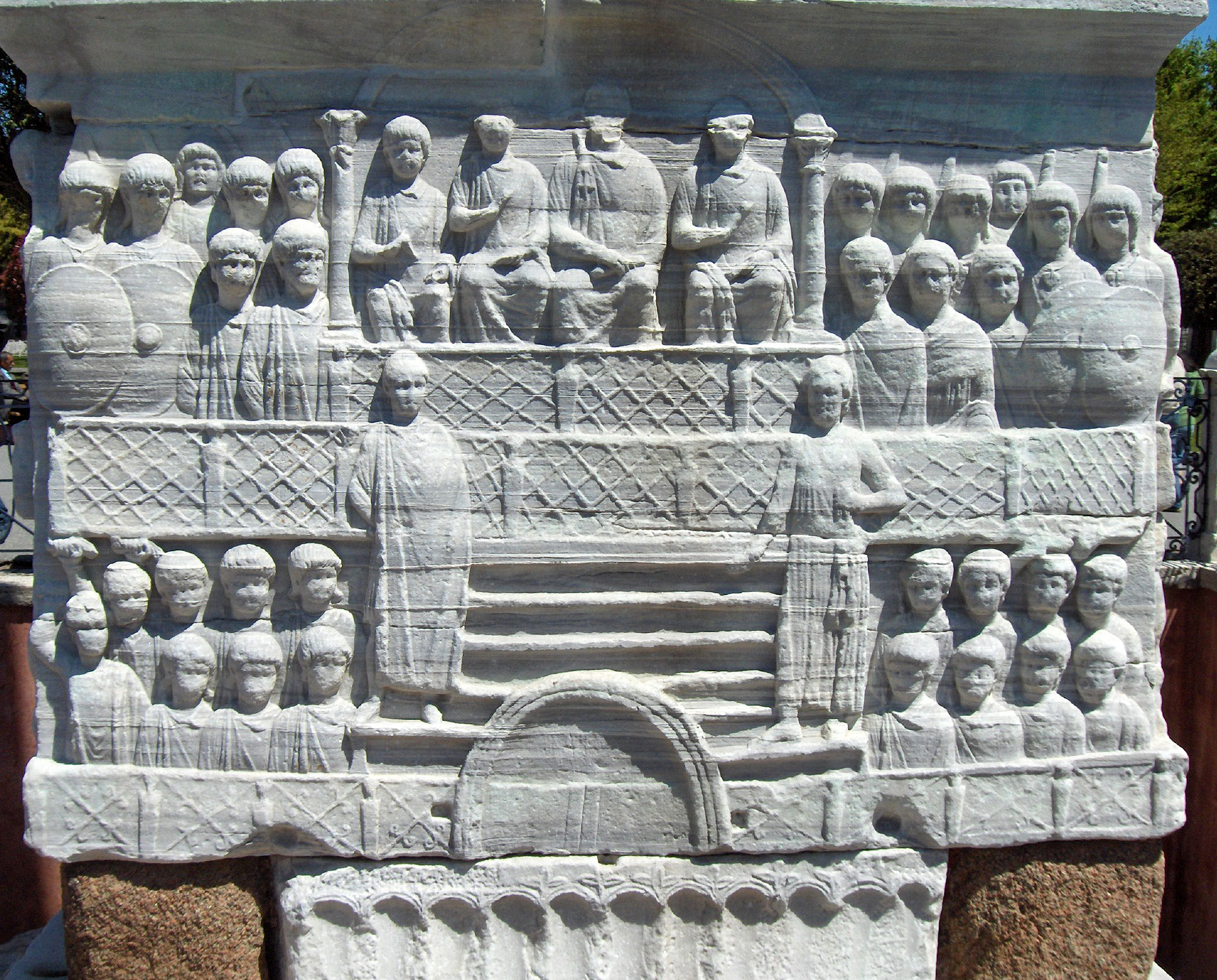
Constantin et sa cour, face sud du piédestal de l'obélisque de Théodose à Constantinople.

À peine deux jours après son arrivée, devant son refus de confesser publiquement le credo de Nicée, Théodose dépose le populaire évêque homéen de la ville, Démophile, qu’il chasse hors les murs et remplace par Grégoire de Nazianze non sans avoir dû s'appuyer sur ses troupes pour juguler le mécontentement populaire. Il place ensuite des membres du parti nicéen — toujours minoritaires à Constantinople — aux postes clefs du clergé en leur confiant l'ensemble des Églises de la capitale et retirant leurs lieux de culte aux dissidents d’obédience arienne auxquels il ne tarde pas à supprimer la liberté de réunion.
Réglant radicalement de la sorte les problèmes de l'église de Constantinople, et probablement conseillé en ce sens par son entourage occidental, Théodose recherche, plutôt qu'une adhésion à une profession de foi, à attacher la fidélité du clergé nicéen à sa personne et à son régime dans le but de maintenir une certaine stabilité dans sa capitale, nécessaire pour y assurer une résidence impériale. Il tolère néanmoins que Démophile et ses partisans continuent à pratiquer leur culte en dehors de la cité  — vraisemblablement plus par prudence politique que par esprit de tolérance doctrinale— ce que l'évêque homéen continuera de faire pendant près de vingt ans sans être inquiété.
Quelques mois plus tard, le 10 janvier 381, Théodose promulgue un rescrit à Constantinople, adressé au préfet du prétoire de l'Illyricum Eutrope, dont les dispositions qui s’appliquent plus durement aux hérétiques de l'ensemble de la région  — du moins dans ses cités  — se font l'écho des problèmes débattus en Orient et, se référant cette fois explicitement au symbole de Nicée, sont bien plus drastiques que celles du précédent édit théodosien : les hérétiques — comme les photiniens, les ariens et les eunomiens explicitement nommés — doivent être expulsés des villes et leurs églises confiées à des éléments qui professent la foi nicéenne pour laquelle, cette fois, l'édit ne cite pas de modèle à suivre. 

### Postérité
Si cet édit a connu une certaine prospérité dans l'historiographie après son inclusion dans le Code théodosien au milieu du Ve siècle, il convient cependant de relativiser sa portée réelle à l’époque de la promulgation d'un texte qui s’adresse aux seuls chrétiens de Constantinople : une lecture par trop littéraliste a conduit un certain nombre d’historiens à vouloir y lire l’établissement de l’orthodoxie nicéenne en véritable religion d’État, une vision dont l'historiographie plus récente s'est largement distanciée. Il est par exemple vraisemblable que l’évêque de Rome Damase lui-même, bien qu’il soit cité dans l'édit, n’en ait jamais eu vent. Il faut en outre constater qu'aucune source chrétienne contemporaine — mis à part Sozomène dont le récit est truffé d’invraisemblances — ne le mentionne, pas même Grégoire de Nazianze ni aucun autre des apologètes nicéens, pourtant prompts à souligner le combat de Théodose contre les hérétiques.
Il n’en demeure pas moins que si l'édit de Thessalonique n'est qu'une mesure de circonstance, il constitue la première loi séculière connue qui comporte en son préambule une définition positive de ce qu’un souverain considère comme l'orthodoxie religieuse : il représente de la sorte un important jalon vers la christianisation officielle de l'Empire qui se dessine au fil des décrets du règne de Théodose. Cette politique conduit à l’interdiction de toute manifestation des cultes païens au sein de l'Empire promulguée le 8 novembre 392, tout en combattant avec plus de force encore les chrétiens non catholiques.
Vite oublié de ses contemporains, l'édit de Thessalonique ne doit sa postérité qu'à son intégration dans le livre XVI des constitutions théodosiennes qui, au milieu du Ve siècle, réunissent sous l'impulsion de Théodose II — petit-fils de Théodose — les dispositions législatives éparses expérimentées par les empereurs depuis Constantin. En précisant et systématisant les sanctions contre les dissidents religieux, ces constitutions poursuivent la voie répressive ouverte par Théodore Ier . Dès le Ve siècle, ce dernier est indéfectiblement associé à l'orthodoxie de Nicée par l'historiographie ecclésiastique qui fait de cet empereur — qui n'a pourtant remporté aucune bataille comme commandant en chef — « Théodose le Grand », pour la postérité.